# Hondelage-Volkmarode
| Stadtbezirk Hondelage-Volkmarode Stadt Braunschweig | Stadtbezirk Hondelage-Volkmarode Stadt Braunschweig |
| --------------------------------------------------- | --------------------------------------------------- |
| Lage von Hondelage-Volkmarode in Braunschweig       |                                                     |
| Bezirksbürgermeister/in:                            | Ulrich Volkmann                                     |
| Stadtbezirk:                                        | Nr. 111                                             |
| Einwohner:                                          | 10.803 (31. Dez. 2020)                              |
| Fläche:                                             |                                                     |
| Bevölkerungsdichte:                                 |                                                     |
| Postleitzahlen:                                     | 38104, 38108                                        |

Hondelage-Volkmarode ist ein neuer Stadtbezirk der Stadt Braunschweig ab Oktober 2021. Er entsteht durch Zusammenlegung der bisherigen Stadtbezirke Hondelage und Volkmarode, aufgrund der Verringerung der Anzahl an Stadtbezirken.
Er hat die amtliche Nummer 111. Der Bezirk hat 10.803 Einwohner.
Im neuen Stadtbezirk befinden sich die Stadtteile Dibbesdorf, Hondelage, Schapen und Volkmarode.

## Statistische Bezirke
Im Stadtbezirk befinden sich folgende statistische Bezirke:
- Hondelage (Nr. 66)
- Dibbesdorf (Nr. 67)
- Volkmarode (Nr. 68)
- Schapen (Nr. 69)